# Vampirella
Vampirella es una vampiresa superheroína de cómic de terror creada por Forrest J. Ackerman para Warren Publishing y desarrollada por Archie Goodwin con los artistas Frank Frazetta, Tom Sutton, José González y Zesar Álvarez. Su primera aparición fue en el primer número de su revista homónima, en septiembre de 1969, donde aparece como personaje invitado, continuando hasta la edición #8 de noviembre de 1970, cuando asume el personaje principal. En el año 2001 se creó una versión futurista y manga de Vampirella, llamada Vampi.

## Historia de la publicación

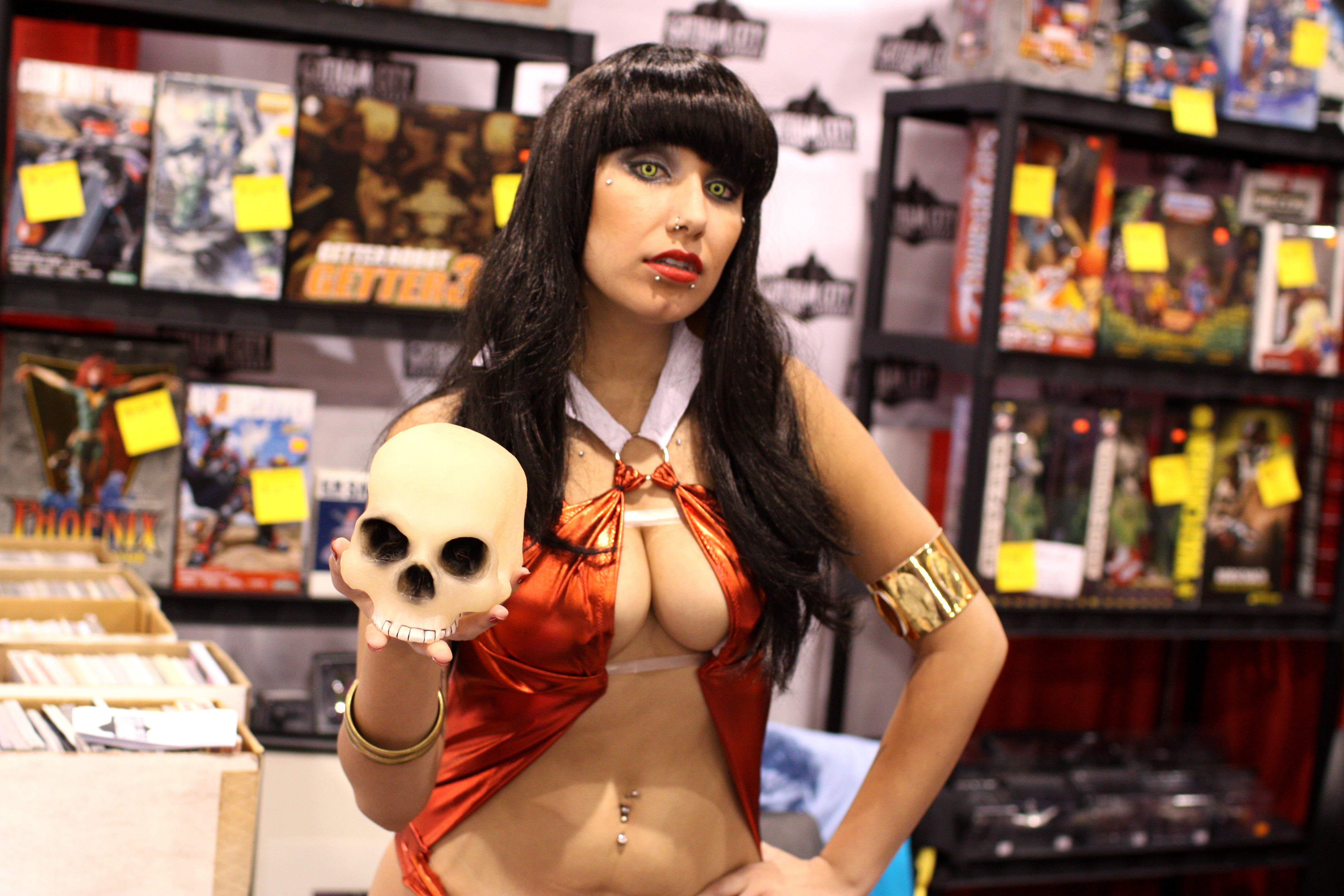
Vampirella

### Warren comics (1969-1983)
Vampirella fue creada por Forrest J. Ackerman y James Warren en septiembre de 1969, cuando Warren Publishing decidió lanzar una nueva historieta que complementara a las series publicadas en la revista que publicaba esta editorial. Inspirados en la historieta Barbarella, llamaron al personaje como Vampirella y Frank Frazetta diseñó su traje inspirado en la idea de Trina Robbins. Se publicaron 112 números del personaje, con el nombre de "Vampirella" como cabecera. El último número se publicó en marzo de 1983.
A partir del número 12, en la historia Death's Dark Angel, se define el aspecto visual definitivo de Vampirella. En esta época llega Pepe González, que sería considerado como uno de los más importantes dibujantes del personaje. Destaca también la aparición de personajes secundarios como Pantha, que inicialmente será una villana de Vampirella, aunque en números posteriores pasaría a ser una de sus aliadas más relevantes. Posteriormente aparecería the Blood Red Queen of Hearts, una villana que sería de las más importantes y longevas de la serie. 
En los años 70, las ventas del personaje caen, provocadas principalmente por la pérdida de interés por parte del público por el formato en revista en el que se publicaba, además del alejamiento de los artistas de etapas anteriores. Las pérdidas de la editorial Warren Comics forzaron a cancelar la revista con el número 112.

### Harris comics (1983-2010)
En 1983, Harris Publications adquiere los derechos del personaje en una subasta y publica el número 113 de Vampirella, respetando el formato y numeración de la anterior revista publicada por Warren. Las publicaciones se basaron en reimpresiones de las historias publicadas en la anterior editorial y tuvieron unas ventas bajas. En 1991, con la reimpresión de Vampirella vs. The Cult of Caos, Harris pasa a publicar historias nuevas con creadores modernos y cambiando el enfoque. A partir de este punto, se decide modificar el origen del personaje, dando a entender que el origen conocido podría ser falso, pasando a explorar el origen de Vampirella. Es en esta época cuando adquiriría mayor agresividad, siguiendo el estilo de los antihéroes publicados en los años 90.
Con la publicación de The Drakula War, se retoma el tema de las memorias falsas del origen de Vampirella. En esta serie se reencuentra con Adam Van Helsing, antiguo amante de Vampirella y descendiente de los Van Helsing, un linaje de cazavampiros. Vampirella pasa a ser un personaje más luchador, combinado con una mayor sexualidad.

### Dynamite comics (2010-presente)
En marzo de 2010, la editorial Dynamite adquiere los derechos de Vampirella, que publicaría una nueva serie de 38 números. Eric Trautman separa al personaje del anterior elenco y la asocia con nuevos aliados, como Sofía Murray y Drácula. Entre 2012 y 2013 se publicó una miniserie titulada Vampirella Strikes, que tuvo seis números y que incluía temas religiosos. También realizarían crossovers del personaje con otros de la editorial, como es el caso de Prophecy, en la que Vampirella se alía con Red Sonja. Estas miniseries serían independientes de la trama principal.
Trautman reintroduce nuevos elementos místicos y cósmicos de la etapa de Warren que se habían retirado con la editorial Harris. La magia y lo cósmico se mezclan en las nuevas historias del personaje, que se enfrentaría a Drácula, uno de los principales enemigos. La historia adquiere elementos propios de la ciencia ficción, con historias ambientadas en el espacio exterior. En esta etapa se enfrentaría a Pantha, una de sus villanas clásicas. 
En marzo de 2016 Vampirella fue relanzada por la guionista Kate Leth y Nicola Scott. En la nueva serie, el personaje adquiere un nuevo traje.

## Biografía ficticia del personaje
Vampirella se presentó originalmente como una habitante del planeta Drakulon, un mundo donde una raza vampírica vivía de sangre y donde la sangre fluía en los ríos. Drakulon orbita soles gemelos que causaban sequías en todo el planeta. La raza de la que nació Vampirella, los vampiros, pudieron transformarse a sí mismos en murciélagos a voluntad, poseían atributos físicos sobrehumanos, brotaban alas cuando tenían que volar y bebían sangre.
Con los habitantes de Drakulon muriendo lentamente debido a las sequías que secan su sangre, una nave espacial de la Tierra se estrella en el planeta. Vampirella, enviada a investigar, es atacada; en represalia, descubre que los astronautas tienen sangre en sus venas. Para que su raza sobreviva, ella pilotea la nave de regreso a la Tierra. Allí, Vampirella se convierte en una "buena" vampiresa, y dedica su energía a librar a nuestro mundo de los malvados. Los vampiros malvados deben su existencia a Drácula, que vino de Drakulon pero fue corrompida por el Caos.
Harris Comics revivió a Vampirella en la miniserie Morning in America, escrita por Kurt Busiek. Poco después se reveló que los hermanos de Vampirella habían manipulado sus recuerdos (en la historia "Mistery Walk") y la habían llevado a creer que era una extraterrestre del planeta Drakulon. Vampirella descubrió que era la hija de la vampiresa Lilith, que según la mitología judía había sido la primera mujer de Adán. Lilith no se sometió a su esposo y Dios la expulsó del Jardín del Edén al engendrar demonios. Más tarde se arrepintió y fue a Edén a tener hijos para luchar contra el mal que ella había creado. Su primer intento fue Madek y Magdalena, quienes se convirtieron en el mal; Vampirella fue su segunda. Madek y Magdalena le hicieron un lavado de cerebro para que creyera que era de Drakulon.
Su origen fue revisado nuevamente en Vampirella Lives y desarrollado en Blood Lust. Drakulon era real, pero era un lugar en el infierno. Vampirella fue traída al Edén, no nació allí. Fue Lilith, no Madek y Magdalene, quien hizo creer que Drakulon era otro planeta. Vampirella y su novio devuelven los ríos de sangre a Drakulon, lo que debilita a Lilith, quien es asesinada por la mano de Dios.
Una nueva revisión en la historia del "Fin del Mundo" reveló que Lilith no se arrepintió realmente y levantó a Vampirella para ser buena porque quería liberar el Corazón de la Oscuridad (corazón del ángel caído Malkuth) de la lanza de Metatrón, que solo podía hacerse por una buena persona. Esta historia fue revisada una vez más en Vampirella: Revelaciones. Lilith está de nuevo viva y no se arrepintió, pero la razón por la que crio a Vampirella fue que la existencia de vampiros la debilitó y quería que alguien los matara. Lilith había usado un espejo mágico para hacer creer a Vampirella cualquier variación sobre su origen que fuera necesaria en ese momento.
Cuando Dynamite Entertainment adquirió el personaje, sus escritores mataron a Adam Van Helsing e hicieron que Vampirella trabajara a regañadientes con Drácula contra un culto rebelde de sus antiguos seguidores. Al adquirir a Sofía Murray como su compañera, Vampirella se involucró en un complot por el Vaticano que finalmente resucitó a Von Kreist y llevó a la muerte de Sofía. Vampirella rompió sus lazos con el Vaticano y se encontró trabajando para las fuerzas del Orden nuevamente. Reuniéndose con un Van Helsing resucitado, Pendragon y otros personajes de la carrera de la Revista Warren, Vampirella visita el futuro y descubre el mundo destruido por lo sobrenatural. Tratando de formar un reino sobrenatural para contradecir esto, Vampirella es víctima de una conspiración de Drácula y un grupo de caballeros vampiros que hacen que la realidad se desenrede.
Vampirella se relanzó con Our Lady Of Shadows como agente del Vaticano antes de relanzarse nuevamente con un nuevo disfraz en Hollywood Horror bajo la autora Kate Leth. En este universo, Vampirella ha venido recientemente a la Tierra y se ha convertido en la reina de los gritos de Hollywood. Ella vive con su novio, Tristan, y el mayordomo Coleridge.
Después de caer en un sueño de mil años, Vampirella se despierta en un extraño y distópico futuro, donde conoce a su nueva compañera, Vicki, y a una gata negra que llama Grit, Después de hacer un viaje a través de su propia mente, Vampirella se entera de que ha absorbido todos los recuerdos y experiencias de cien vampiros de universos paralelos.
Según la serie Hack / Slash, Vampirella está trabajando actualmente como presentadora de un programa de radio y se ha asociado varias veces con Cassie y su compañero Vlad para detener a los demonios y vampiros en lugar de los slashers estándar por los que la serie es conocida. Ella y Vlad tienen una intensa atracción y relación física, pero se separaron porque su estilo de vida itinerante no encajaba con el de ella.

## Personajes
- Vampirella

La heroína es una vampiresa, ya que es la hija de Lilith y necesita sangre para sobrevivir y tiene muchos de los poderes vampíricos típicos, que incluyen habilidades físicas sobrehumanas, cambio de forma en un murciélago, inmortalidad y una mirada mesmérica. No es propensa a las debilidades tradicionales de la raza, como la luz del día, el agua bendita, el ajo o las cruces. Ella no ataca a las personas para beber su sangre, excepto ocasionalmente cuando ella misma es atacada o desea matar. Ella está casi siempre vestida escasamente en su Sling bikini rojo con un cuello blanco y botas brillantes negras hasta la rodilla.
- Conrad van Helsing

Un cazador de vampiros ciego y psíquico. Él estaba persiguiendo a Drácula e inicialmente trató de destruir a Vampirella, creyendo que ella era pariente de ese vampiro.
- Adam van Helsing

El hijo de Conrad, y el último de una larga lista de cazadores de vampiros, siguió los pasos de su padre y se convirtió en un investigador paranormal. Él es retratado como de mentalidad más abierta que su padre. Él creía que Vampirella no era mala, y eventualmente se enamoraron. Vampirella a menudo ha ayudado a Adam en su investigación. Adam fue asesinado en Vengeance of Vampirella # 25 por Mistress Nyx.
- Tyler Westron

Un médico que rescató a Vampirella después de un accidente aéreo. Debido a las lesiones que ella sufrió, él tuvo que amputarle las alas y fue capaz de crear un suero de sangre sustituto que mantiene la sed de Vampirella bajo control.
- Drácula

Drácula aparece como el villano más recurrente de la serie
- Pendragon / Mordecai el Grande

Un ex hechicero, ahora un mago del espectáculo. Vampirella lo llama "Pendy más querido" y lo trata como si fuera un tío viejo y amable. Mientras que ocasionalmente su conocimiento de la magia es útil para ella, Pendragon es a menudo una responsabilidad. En las historias de Warren, a menudo viajan juntos, buscando a los malhechores, pero generalmente se describe a Pendragon como perderse, emborracharse, dormirse o, de otro modo, hurgar en un momento crítico, lo que provoca una crisis. Vampirella es profundamente leal a él, sin embargo; Él es la única familia real que ella tiene.
- La Sangre-Roja Reina de Corazones

Anteriormente conocida como Jezabel, o la Ramera de Babilonia, una vez fue una hermosa mujer de la antigua Babilonia. Ella sirvió como alta sacerdotisa del dios loco Caos, hasta que ella ofendió a su amo al exigirle que la hiciera su reina. Como castigo, Caos destruyó su cuerpo y atrapó su alma en una carta de Queen of Hearts. Aunque ya no tiene una forma física propia, ha continuado existiendo durante miles de años como la tarjeta. Cada vez que una mujer toca la carta, se convierte en la reina. Aún buscando casarse con el dios loco, la reina necesitaba una dote de siete corazones humanos. El corazón de Vampirella fue el último, pero el demonio de la Reina perdió los ojos y arrancó a los de la Reina con enojo. Más tarde, la reina cortó los ojos de Vampirella en venganza, pero la primera fue asesinada por el mismo demonio y la última hizo que un doctor del espacio restaurara sus ojos. La "hermana" de la reina, en realidad otra mujer poseída por la tarjeta, tuve un incubus que mató a seis mujeres por sus corazones y planeó que Vampirella se convirtiera en la novia del Caos. Luego ella mató el incubo y usó su corazón para convocar al Caos. Pero su sangre derramada condujo a Vampirella a un frenesí de alimentación y ella rompió sus ataduras. Bebió gran parte de la sangre de la reina y luego la arrojó a la mano gigante del dios loco. Luego llevó a la última reina a su dimensión infernal. La reina poseyó a Vampirella y sus amigos en el arco de la historia del gambito de la reina.
- Madek y Magdalena

El mal hermano y la hermana de Vampirella, que plantaron recuerdos falsos del planeta Drakulon en la mente de Vampirella, en una versión de su origen.
- Draculina, la hermana gemela rubia de Vampirella, que apareció una vez fuera de la historia en Vampirella # 2 (1969) y luego nunca más hasta su aparición en una historia casi 40 años después. Las apariciones recientes de Draculina fueron en Feary Tales #5[6] y Vampirella, vol. 2, #11 (ambos títulos por Dynamite, 2015)[7]

- Nuberus

El demonio que tentó a Vampirella con su verdadero origen para poder acceder a la Tierra.
- Sofia Murray

Una joven punk rescatada por Vampirella que se convierte en su compañera en la primera serie de Dynamite.
- Von Kreist

Un exoficial prusiano de la Primera Guerra Mundial, ahora un Liche, que ganó su estado de inmortalidad en un juego de cartas con Satanás, pero al precio de seguir decayendo vivo. Un autor intelectual cruel y sádico, con una preferencia especial de víctima en los niños.
- Caos

El gobernante del infierno y el maestro de la mayoría de los villanos a los que se enfrenta Vampirella.
- Mistress Nyx

La hija de un enlace entre el dios loco Caos y Lucrecia Borgia. Una persona demoníaca, que está empeñada en destruir a Vampirella.
- Dixie Fattoni

Una de las dos hijas de una jefa mafiosa a la que von Kreist obligó a matar; su hermana gemela Pixie fue convertida en vampiro por los secuaces de von Kreist. Vampirella tomó a la niña huérfana bajo su ala y la entrenó en el combate de vampiros.
- Pantha

Inicialmente, un cambiaformas alienígenas del planeta natal de Vampirella que puede transformarse en una pantera negra. Ella es generalmente retratada como más violenta y feroz que Vampirella. Las historias posteriores reescribieron su origen a la de un antiguo egipcio maldecido por los dioses debido a una ola asesina. Está maldita a vivir para siempre, con períodos en los que no sabe quién o qué es ella.
- Lilith

La madre de Vampirella y la primera mujer creada por Dios. Su historia se cuenta en la versión alternativa de los eventos de Génesis, fue la primera esposa de Adán y la madre de los demonios. Ella envió a su hija a la Tierra para expiar sus errores. Vampirella Revelations # 0–3 (ver Bibliografía) reveló un lado más siniestro para ella.
- Tristan

El novio de Vampirella en Drakulon en la serie Old Dynamite. Es el novio de Vampirella en la serie Dinamita 2016. Es un hombre lobo que no desea ser uno y de comportamiento generalmente afable.

## Poderes y habilidades
Vampirella posee muchos de los poderes típicos de los vampiros mitológicos. Ejerce súper fuerza cuando se enfrenta a sus oponentes y puede moverse tan rápido que aparece como un borrón de movimiento. Sus sentidos están mucho más allá de los de los humanos, lo que le permite decir su estado emocional a través de su olor, escuchar cosas imperceptibles para los humanos y ver claramente en la oscuridad total. Es muy atlética, posee una gran resistencia, reflejos y agilidad más allá de los humanos. Su factor de curación le otorga una gran capacidad de recuperación permitiéndole sanar rápidamente de sus heridas y la hace inmune a enfermedades y toxinas terrenales.
Si es capaz de convertir a otras personas en vampiros es inconsistente. Era un punto de la trama en la era de Warren que no podía porque era un ser de otro planeta y no una criatura sobrenatural, pero ese origen ya se había revisado y podía hacerlo en el cruce de Shadowhawk. Sin embargo, ese crossover está fuera de continuidad para Shadowhawk y puede estar fuera de continuidad para Vampirella.
Tenía el poder de hacer crecer un par gigante de alas de quiróptero para permitir el vuelo autopropulsado. Su mirada e incluso su voz son hipnóticas y seductoras para los humanos, especialmente para los hombres (se ha visto que tiene la capacidad de inducir la excitación sexual en los hombres simplemente por estar en su presencia). Se ha demostrado que tiene el poder de la telepatía cuando pudo escuchar las voces de los demonios dentro de la mente de Jackie Estacado.
Es inmortal.
Además de sus habilidades sobrenaturales, Vampirella es una formidable combatiente mano a mano y se demuestra que es hábil con las armas de fuego modernas.

## Valoración
Hay, sin embargo, opiniones muy críticas con esta serie, afirmándose que

sus aventuras transcurren entre el exhibicionismo epidérmico (lo que lleva puesto no es un bañador Pierre Cardin, sino ropa de calle) y el contener las ganas de morder a sus amigos para chuparles la sangre. Aventuras delirantes para erotómanos de vía estrecha, que disfrutan salvando del peligro a la chica independiente y más fuerte que el común de los mortales. Muy triste para ser un personaje de revista "para adultos".

## Película
En 1996, Concorde Pictures produjo una adaptación cinematográfica de Vampirella, protagonizada por Talisa Soto en el papel principal. Se pretendía y anunciaba una secuela en los créditos finales, pero no se produjo. En 2021, Dynamite Entertainment anunció que se estaba desarrollando una nueva película, además de planes para adaptaciones televisivas basadas en el Universo Vampirella.